# Nihatu
Nihatu es una aldea del municipio de Saaremaa, situado en el condado de Saare, en Estonia. Según el censo de 2021, tiene una población de 39 habitantes.